# Casa della Gemma
La casa della Gemma è una casa di epoca romana, sepolta durante l'eruzione del Vesuvio del 79 e riportata alla luce a seguito degli scavi archeologici dell'antica Ercolano: è così chiamata per il ritrovamento al suo interno di un gioiello, risalente all'età di Claudio, sul quale è inciso il volto di Livia.

## Storia e descrizione
La casa della Gemma era originariamente unita alla casa del Rilievo di Telefo ed il grosso complesso apparteneva a Marco Nonio Balbo: le due abitazioni vennero poi separate durante il periodo augusteo; lavori di restauro furono effettuati sia in età tardo repubblicana, quando fu edificato il piano inferiore, sia a seguito del terremoto di Pompei del 62 per riparare i danni da questo provocato. Le colate piroclastiche sprigionate dall'eruzione del Vesuvio del 79 coprirono la casa, insieme a tutto il resto della città, sotto una coltre di fango: verrà riportata alla luce agli inizi del XX secolo, durante le indagini archeologiche condotte da Amedeo Maiuri.
La casa della Gemma si trova nei pressi delle Terme Suburbane, sulle quali si affaccia, ed è costruita su due livelli: le fauci d'ingresso presentano affreschi in terzo stile con pannelli in rosso e pavimentazione in nero con inserti di marmi policromi; si passa quindi all'atrio tuscanico, con impluvium centrale e pilastri alla pareti che sostenevano il tetto: anche in questo ambiente la decorazione parietale è in rosso, mentre il pavimento è a mosaico con tessere in bianco e nero, bordato in bianco. Dall'atrio, circondato da alcuni cubicoli, si giunge sia al tablino, delimitato da una fila di colonne doriche, sia ad un corridoio che porta alle cucine ed alla latrina, dove si trova un graffito che così recita:
Dal tablino due porte conducono rispettivamente ad un cubicolo, fortemente danneggiato dall'eruzione, ed a una terrazza, in origine fenestrata: proprio da questo ambiente è possibile raggiungere il giardino, che presenta un triclinio decorato con affreschi in terzo stile, dai colori giallo e rosso e fregi in nero e pavimento a mosaico bianco con bordatura in nero ed al centro un motivo decorativo realizzato tramite disegni geometrici posizionati in ventuno riquadri. Gli ambienti del piano inferiore vennero costruiti in età tardo repubblicana, nello spazio prima occupato dalle mura: si presentano con copertura a volta e pavimentazione a mosaico; queste stanze erano in un primo momento ad uso residenziale, poi a seguito della costruzione delle Terme Suburbane, per via dei vapori da queste sprigionate che invadevano la zona, vennero destinate alla servitù o al liberto addetto alla struttura termale. Furono qui rinvenuti diversi vasi in vetro, un sigillo in bronzo ed una culla in legno con all'interno i resti di un bambino, mentre da altre zone della casa provengono due lastre in marmo che raffigurano una Ercole che combatte l'Idra di Lerna e l'altra una sfinge con corona egizia.

## Restauro

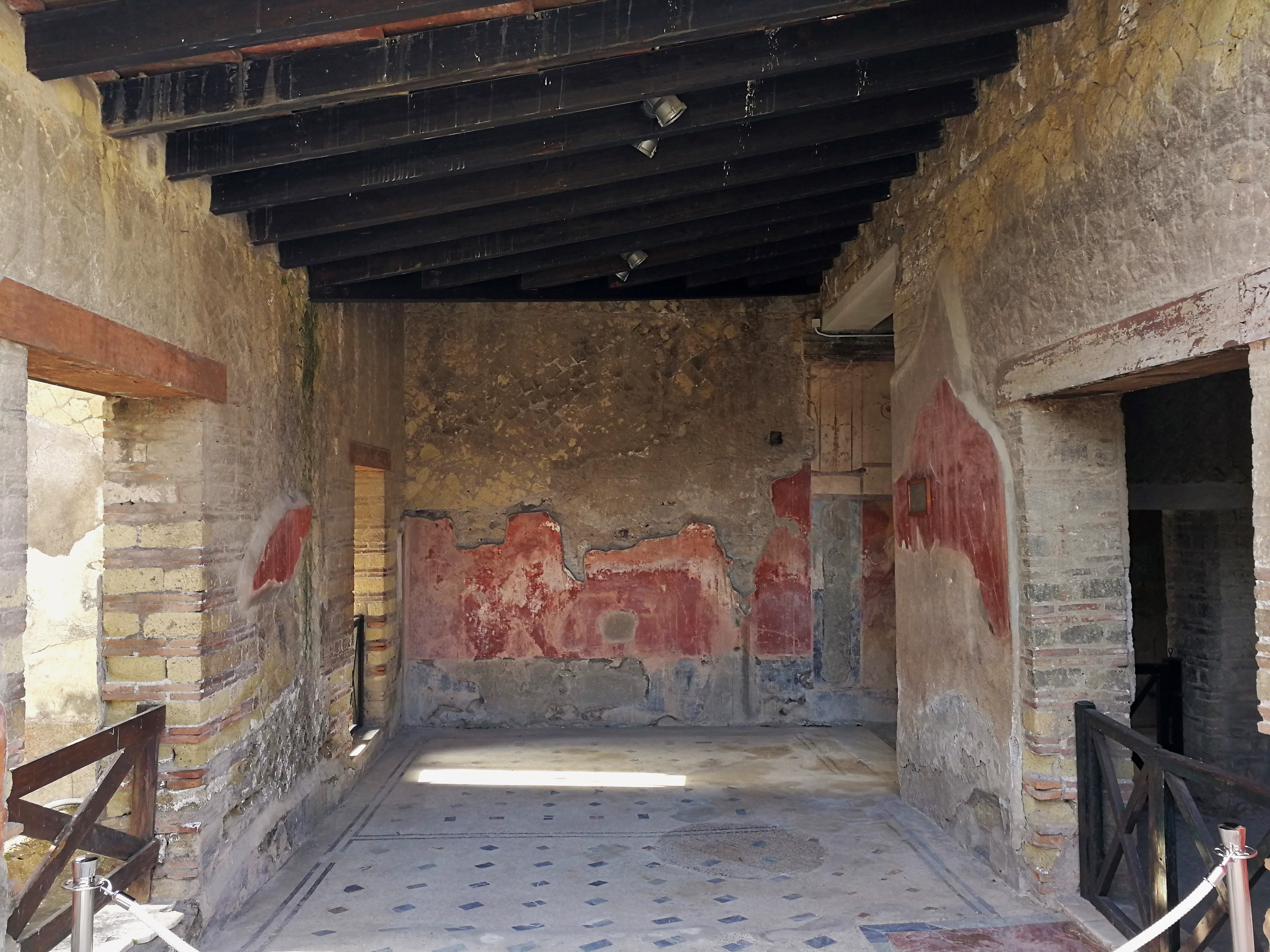
Interno

L’atrio della Casa della Gemma, danneggiata dai cunicoli borbonici, durante lo scavo sotto la direzione di Amedeo Maiuri nel 1934, venne recuperato in tutta la sua ampiezza. La vasca dell’impluvio conservava solo in un angolo il rivestimento marmoreo, mentre il resto era già stato asportato negli scavi settecenteschi 
La Casa della Gemma è stata interessata, a partire dagli anni 2004/2005, da un'attività preparatoria del restauro vero e proprio, realizzato in collaborazione con il Packard Humanities Institute e consistente nella realizzazione di un dettagliato rilievo archeologico, i cui dati sono stati inseriti in un GIS 3D sperimentale. È stata poi realizzata una copertura leggera che ha consentito di proteggere le superfici murarie e le pareti di pregio. Successivamente è stato eccezionalmente ricreato l'impluvium, operazione che ha permesso di ritrovare le tracce di due vasche più antiche, appartenenti a una fase precedente della domus.
Il progetto ha previsto la ricostruzione della vasca e la sostituzione delle gronde, per migliorare lo scolo delle acque piovane dal compluvium soprastante e ridurre il ristagno sulla pavimentazione e l’umidità. 
Oggetto di intervento massiccio è stato, soprattutto, il triclinio della Casa della Gemma, la cui preziosa decorazione centrale,  suddivisa in 21 riquadri geometrici, era fortemente danneggiata poiché il degrado attivo, causato da fattori ambientali e dagli agenti atmosferici, ne aveva compromesso lo stato originario
In particolar modo ai mosaici sono stati apportati trattamenti di disinfezione, accurate puliture ed in seguito i restauratori si sono soffermati sul riposizionamento e il ripristino dell'uniformità del mosaico, le cui tessere non erano più nella posizione iniziale. La squadra di restauratori ha reinserito le tessere, eliminato i distacchi macroscopici, riempito i vuoti superficiali e profondi, utilizzando malte idrauliche a iniezione. Durante queste operazioni sono state rinvenute tracce di disegni preparatori, sinopie, degli schemi geometrici del tappeto musivo.
Nel medesimo recupero è stato restaurato un antichissimo pavimento con decorazioni in II Stile, in calcari colorati, nella sottostante Casa di Pilus Granianus.